# Michael Haynes (Basketballspieler)
Michael Haynes (* 15. März 1981) ist ein US-amerikanischer Basketballspieler. Nach dem Studium in seinem Heimatland spielte Haynes neben kürzeren Engagements auf dem amerikanischen Kontinent als Profi in Europa, darunter mehr als eine Spielzeit in Israel, Spanien und der deutschen Basketball-Bundesliga, in der er von 2008 bis 2010 für die württembergischen Erstligisten Walter Tigers Tübingen und EnBW Ludwigsburg aktiv war. 2011 gewann Haynes mit den Iowa Energy die Meisterschaft in der NBA Development League (D-League). Zuletzt war Haynes unterklassig in Israel aktiv.

## Karriere
Haynes wechselte aus Columbia (South Carolina) 2000 zum Studium an die Fordham University nach New York City, wo er für die Hochschulmannschaft Rams in der Atlantic 10 Conference der NCAA spielte. Bei der wenig erfolgreichen Collegemannschaft konnte er sich in seinen letzten beiden Collegespielzeiten als bester Punktesammler und Rebounder der Mannschaft auszeichnen. Die Rams konnten sich jedoch nicht im Vorderfeld der Conference platzieren oder sich für ein Postseason-Turnier in der NCAA qualifizieren.
2004 versuchte sich Haynes als Profi und unterschrieb einen Vertrag beim israelischen Erstligisten Bnei aus Herzlia in der Ligat ha’Al. Anschließend spielte er in der folgenden Saison für den spanischen Zweitligisten Aguas de Calpe in der LEB Oro, die jedoch als Tabellenvorletzter in den „Play-downs“ den Klassenerhalt gegen Ciudad de Huelva verpassten. In der Saison 2006/07 war er in der ersten polnischen Liga PLK für AZS aus Koszalin aktiv, die jedoch auf dem zehnten Tabellenplatz den Einzug in die Play-offs um die Meisterschaft verpassten. In der darauffolgenden Saison spielte Haynes zunächst für den französischen Erstligisten Stade Clermontois aus Clermont-Ferrand in der LNB Pro A, der jedoch am Saisonende als Tabellenletzter nur vier Saisonsiege in 30 Spielen erzielt hatte. Haynes hatte den Verein bereits zum Jahreswechsel wieder verlassen und spielte ab Januar 2008 wieder in der zweiten spanischen Liga diesmal für Alerta Cantabria Lobos aus Santander. Dieser Verein hatte als Hauptrundenerster der Vorsaison in den Play-offs den Aufstieg in die Liga ACB verpasst. In der Saison 2007/08 strauchelte man nun sportlich und wirtschaftlich und konnte als 14. den direkten Klassenerhalt nur wegen des besseren direkten Vergleichs erreichen. Anschließend musste Cantabria Lobos die Lizenz aus wirtschaftlichen Gründen zurückgeben.
Für die Saison 2008/09 bekam Haynes dann einen Vertrag beim deutschen Erstligisten Walter Tigers aus Tübingen in der Basketball-Bundesliga, bei dem bereits sein ehemaliger Mannschaftskamerad aus der NCAA Jermaine Anderson spielte. Die Tigers erzielten vier Siege mehr als in der Vorsaison und konnten auf dem abschließenden 14. Tabellenplatz den Klassenerhalt sicherstellen. Anschließend wechselte er zusammen mit Richard Chaney zum regionalen Ligakonkurrenten aus Ludwigsburg, nachdem bereits Tübingens Trainer Tolga Öngören zu diesem Verein gegangen war. Auf dem elften Abschlussplatz verpasste er mit dem Verein in der Basketball-Bundesliga 2009/10 jedoch wieder die Qualifikation für die Play-off-Finalrunde um die deutsche Meisterschaft. Ein Höhepunkt der Spielzeit war bereits zu Saisonbeginn der siegbringende „Buzzer Beater“ von Haynes im Lokalderby gegen seinen Ex-Verein Tübingen Anfang November 2009, nachdem er zuvor in der Schlussminute bereits einen erfolgreichen „Shotblock“ anbringen konnte.
Für die Saison 2010/11 bekam Haynes keinen neuen Vertrag mehr in der Bundesliga und spielte in der D-League für die Iowa Energy aus Des Moines. Mit dieser Mannschaft, in der auch die späteren Bundesliga-Spieler Marqus Blakely und Kyle Weaver spielten, gewann er die erste Meisterschaft für diese „Franchise“ in den Finalspielen gegen die Rio Grande Valley Vipers, wobei er eine durchschnittlich zweistellige Punktausbeute erzielen konnte. Nachdem er nach Saisonende zunächst in Venezuela gespielt hatte, kehrte er für die Saison 2011/12 nach Europa zurück und spielte im belgischen Gent in der Ethias League für die Dragons unter anderem wieder zusammen mit Richard Chaney. Die Dragons erreichten am Saisonende einen siebten Platz unter neun Mannschaften und zogen sich anschließend aus der geschlossenen Liga zurück. Haynes war zunächst im Sommer in der Dominikanischen Republik aktiv, bevor er nach Israel zurückkehrte.